# 紫藤戀
《紫藤戀》是2004年中華電視公司的八點檔連續劇，由韓在石、林心如、黃維德、施易男和殷悅主演。2004年6月14日開播，全40集。

## 製作
《紫藤戀》的取景地點包括台灣、智利、雲南、昆明、海南島等地，在智利的拍攝為期兩星期。2004年6月12日、13日召開媒體見面會和試片記者會。

## 評價
《紫藤戀》首播的收視率不佳。

## 外部連結
- 華視《紫藤戀》官方網站